# 신용하
신용하(愼鏞廈, 1937년 12월 14일 ~ )는 대한민국의 사회학자·역사학자이며 사회기관단체인이다. 수탈론자이다. 서울대학교를 졸업하고 서울대학교 교수, 서울대학교 사회과학대학 학장 등을 역임했다. 현재는 대한민국학술원 회원, 울산대 석좌교수이다.

## 생애

### 학력
1961년 서울대 사회학과를 졸업하고 1964년 서울대학교 대학원 경제학석사를 취득하였으며 1968년부터 1970년 미국 하버드대학교 대학원을 수료하였다. 1975년 서울대학교 대학원 사회학박사를 취득하였다. 사회사상사, 한국사회사, 역사사회학 전공이다.

### 경력
1965년부터 1974년까지 서울대 경제학과 전임강사·조교수를 지냈고 1967년부터 1년간 미국 하버드대 옌칭연구소 객원연구원으로 활동하였다.
1975년 서울대 사회학과 조교수, 1976년 서울대 사회학과 부교수를 거쳐 1980년부터 1996년까지 한국사회사학회 회장을 역임하고 1981년부터 2003년까지 서울대 사회학과 교수를 지냈다.
1986년부터 1989년까지 독립기념관부설 독립운동사연구소 소장, 1994년 한국사회학회 회장, 1998년부터 2000년 서울대학교 사회과학대학 학장 등을 역임하였다.
2003년 2월 정년퇴임 이후 서울대 명예교수로 있으며, 2003년 1월부터 2007년 1월까지 한양대학교 석좌교수, 2005년 3월부터 2006년 2월까지 독립유공자 서훈공적 심사위원회 위원장, 2006년 1월부터 2009년 12월까지 한성학원 이사장, 2007년 2월부터 2010년 7월까지 이화여대 석좌교수를 역임하였고, 2011년 1월부터 현재까지 울산대 석좌교수로 있다. 2012년 7월 이후 대한민국학술원 회원으로 있다.

### 기타 이력
1996년부터 2003년까지 국사편찬위원회 위원, 1997년 독도연구보전협회 회장, 2000년부터 2003년까지 경제정의실천시민연합 공동대표, 2000년부터 2003년까지 독도수호전국연대 대표의장, 2001년부터 2003년 2월까지 서울대학교 교수협의회 회장, 2002년 6월부터 2004년 6월까지 아시아.태평양지역 한국학 국제학술회의 회장 등을 역임했다. 1996년부터 현재까지 독도학회 회장, 2000년 4월부터 현재까지 백범 김구선생 기념사업협회 부회장, 1997년부터 2005년까지 그리고 2013년부터 현재까지 독도연구보전협회 회장 등을 맡고 있다.
3·1문화상, 국민훈장 동백장, 국민훈장모란장, 대한민국학술원상 등을 수상하였다.
- 1976년 월봉저작상(제2회,《독립협회연구》)
- 1982년 3.1문화상
- 1987년 국민훈장동백장
- 1994년 서울시문화상
- 1995년 국민훈장모란장
- 1997년 한국출판문화상 저작상
- 1998년 대한민국학술원상(인문사회과학)
- 1999년 운경상 사회문화
- 2000년 만해상 만해사상실천선양회 학술상
- 2002년 4.19 문화상
- 2006년 보훈문화상(학술부문)
- 2007년 독립기념관 학술상[2]

## 논저
- 1976 《독립협회연구》, 일조각
- 1977 《조선왕조시대 인구추정에 관한 일시론》 , 동화문화 (공저)
- 1979 《조선토지조사사업연구》, 지식산업사
- 1980 《한국근대사와 사회변동》, 문학과지성사
- 1982 《朴殷植의 사회사상연구》, 서울대출판부
- 1984 《신채호의 사회사상연구》, 한길사
- 1985 《한국민족독립운동사연구》, 을유문화사
- 1987 《한국근대사회사상사연구》, 일지사
- 1987 《한국근대사회사연구》, 일지사
- 1988 《한국근대민족운동사연구》, 일조각
- 1990 《한국현대사와 민족문제》, 문학과지성사
- 1993 《동학과 갑오농민전쟁연구 등》, 일조각
- 1994 《한국 근대의 선구자와 민족운동》, 집문당
- 1995 《21세기 한국과 최선진국 발전전략》, 지식산업사
- 1995 《한국근대사회의 구조와 변동》, 지식산업사
- 1994 《세계체제 변동과 현대한국》, 집문당
- 1996 《독도, 보배로운 한국 영토》, 지식산업사
- 1996 《독도의 민족영토사 연구 지식산업사 조선후기의 실학파의 사회사상연구》, 지식산업사
- 1998 《일제 식민지근대화론 비판》, 문학과 지성사
- 1999 《독도영유권 자료의 탐구》 (I.II), 독도 연구보전 협회
- 2000 《초기개화사상과 갑신정변 연구》, 지식산업사
- 2000 《한국 근대사회변동사 강의》, 지식산업사
- 2000 《Modern Korean History and Nationalism》, Jimoondang Publishing Company
- 2001 《한국 근대의 민족운동과 사회운동》, 문학과지성사
- 2001 《갑오개혁과 독립협회운동의 사회사》, 서울대학교출판부
- 2001 《3·1운동과 독립운동의 사회사》, 서울대학교출판부
- 2001 《한국민족의 형성과 민족사회학》, 지식산업사
- 2001 《독도영유권에 대한 일본주장 비판》, 서울대학교출판부
- 2001 《일제강점기 한국민족사(상)》, 서울대학교출판부
- 2002 《일제강점기 한국민족사(중)》, 서울대학교출판부
- 2003 《한국과 일본의 독도영유권 논쟁》, 한양대학교출판부
- 2003 《의병과 독립군의 무장독립운동》, 지식산업사
- 2003 《Essays in Korean Social History》, Jisik-sanup
- 2003 《백범 김구의 사상과 독립운동》, 서울대학교출판부
- 2004 《한말 애국계몽운동의 사회사》, 나남출판
- 2004 《21세기 한국사회와 공동체문화》, 지식산업사
- 2004 《한국근대지성사 연구》, 서울대학교출판부
- 2005 《동학농민혁명운동의 사회사》, 지식산업사
- 2005 《한국 원민족 형성과 역사적 전통》, 나남출판
- 2005 《신용하 교수의 독도이야기》, 살림출판사
- 2006 《한국 항일독립운동사연구》, 경인문화사
- 2006 《일제 식민지정책과 식민지근대화론 비판》, 문학과지성사
- 2006 《한국의 독도영유권 연구》, 경인문화사
- 2006 《신판 독립협회 연구(상, 하)》, 일조각
- 2007 《신간회의 민족운동》, 한국독립운동사연구소
- 2008 《한국근현대사회와 국제환경》, 나남출판
- 2010 《고조선 국가형성의 사회사》, 지식산업사
- 2010 《한국개화사상과 개화운동의 지성사》
- 2011 《개정증보, 독도영유권에 대한 일본주장 비판》, 서울대학교 출판부
- 2012 《독도영유의 진실이해: 16포인트와 150문답》, 서울대학교 출판문화원
- 2012 《사회학의 성립과 역사사회학: 오귀스트 꽁트의 사회학 창설》, 지식산업사

## 참조
1. ↑  https://www.chosun.com/site/data/html_dir/2019/10/31/2019103100211.html
2. 1 2 3 4 5 6 7  신용하 교수 소개